# Papías de Hierápolis
Papías de Hierápolis fue uno de los padres apostólicos de la iglesia cristiana, hoy venerado como santo (h. 69-h. 150). Fue contemporáneo de  Policarpo, Justino Mártir y Marción, y probablemente discípulo del apóstol Juan. No se conserva ninguno de sus escritos salvo breves citas realizadas por autores posteriores, sobre todo Eusebio de Cesarea. La importancia de este escritor radica en su testimonio en favor de la doctrina milenarista, que fue posteriormente debatida por muchos autores, como el escritor Eusebio de Cesarea. Son también relevantes sus comentarios sobre los evangelistas.

## Biografía
Eusebio de Cesarea dice que fue obispo de Hierápolis, Frigia (Asia Menor), y san Ireneo de Lyon que fue «oyente de Juan, compañero de Policarpo de Esmirna, varón antiguo»; uno, sin duda, de los que integraban el grupo de los denominados «presbíteros asiáticos» de los que habla el obispo de Lyon. La vida de Papías fue paralela con la de Policarpo, aunque es poco probable que alcanzase la edad del obispo de Esmirna. Murió, a lo que parece, hacia el 150. En algunas obras se lo considera mártir, si bien en unos casos se corresponde con errores de identificación, y en otros la información no es suficiente.

### Influencias y diferencias
El prestigio de Papías fue grande en la Antigüedad, siendo tenido en gran estima por san Ireneo. En cambio, Eusebio no parece compartir esta opinión, llegando a decir que Papías fue «un varón de mediocre inteligencia, como demuestran sus libros» (Hist. Ecl. III,39,13); pone además en tela de juicio el hecho de que fuese auditor directo del apóstol Juan: después de haber seguido en su Crónica el parecer de san Ireneo y de san Jerónimo, se aparta de éstos en su Historia, fundando su opinión en las primeras palabras de la obra de Papías (III,39,2); según el obispo cesariense, Papías no fue discípulo de Juan el Evangelista, sino de Juan el Presbítero. No parece avalar el parecer de Eusebio el hecho de la doctrina quiliasta de Papías se explicaría fácilmente en un discípulo directo de Juan Evangelista. El deseo de desacreditar al milenarismo por parte de algunos ya desde la Antigüedad explicaría la forma en que Eusebio de Cesarea lo trata en su "Historia Eclesiástica". 
Según Craig Evans, la evidencia de Ireneo (siglo II) es muy poderosa a favor de que Papías haya sido discípulo de Juan el Apóstol. Agrega que probablemente Eusebio (siglo IV) haya inventado la figura de Juan el Anciano para justificar que Papías fuese milenarista, dado que la doctrina del milenarismo era políticamente inconveniente tras la legalización del cristianismo en el año 325: Eusebio también asigna al misterioso Anciano la redacción del Apocalipsis, libro que él no considera parte de la Biblia.
El abad Anastasio el Sinaítico, en un brevísimo párrafo comenta una interpretación del Génesis aplicado a Cristo y a la Iglesia que habían elaborado «Panteno, obispo de Alejandría, y el sapientísimo Ammonio», a quienes cita junto a Clemente de Roma como inspiradores de Papías.
La cita de Eusebio nos trae otro fragmento, en el que Papías dice conocer las enseñanzas específicas de distintos apóstoles, mencionando abiertamente a Andrés, Pedro, Tomás, Santiago, Juan y Mateo.

## Escritos
Siendo ya obispo de Hierápolis, Papías escribió un tratado en cinco libros titulado Explicación de los dichos del Señor. Esta obra fue compuesta hacia el 130, según resulta de la referencia que en ella se hace al gobierno de Adriano (fragmento XI). Bardenhewer fija la composición entre los años 117 y 139, Adolf von Harnack entre el 140 y 160, Pierre Batiffol hacia 150. Es una de las primeras exégesis de los dichos (logias) de Jesús de Nazaret. Como fuentes utiliza el autor los evangelios de Mateo, Marcos y Juan y, además, las enseñanzas orales de los familiares de los apóstoles y tal vez los testimonios de las hijas del apóstol Felipe, que vivían en Hierápolis. El conjunto de su obra se perdió, y sólo quedaron fragmentos del prefacio, citados por Eusebio, lo que dificulta enormemente un análisis con cierto rigor de la obra.
En el prefacio de su obra resume Papías el fin que pretende:

No dudaré en ofrecerte, ordenadas juntamente con mis interpretaciones, cuantas noticias un día aprendí y grabé bien en mi memoria, seguro como estoy de su verdad. Porque no me complacía yo, como hacen la mayor parte, en los que mucho hablan, sino en los que dicen la verdad; ni en los que recuerdan mandamientos ajenos, sino en los que recuerdan los que fueron mandados por el Señor a nuestra fe y proceden de la verdad misma. Y si se daba el caso de venir alguno de los que habían seguido a los ancianos, yo trataba de discernir los discursos de los ancianos: qué había dicho Andrés, qué Pedro, qué Felipe, qué Tomás o Santiago, o qué Juan o Mateo o cualquier otro de los discípulos del Señor; igualmente, lo que dice Aristión y el anciano Juan, discípulos del Señor. Porque no pensaba yo que los libros pudieran serme de tanto provecho como lo que viene de la palabra viva y permanente
 (Eusebio, Hist. Ecl. III, 39,3-4)

En esta obra, Papías no sólo explica el sentido de las palabras de Cristo y narra también relatos de su vida, tomados de los evangelios, sino que añade otras, e incluso presenta teorías que dice que le llegaron por vía de transmisión oral a las que Eusebio de Cesarea adjetiva como «fábulas» (por ejemplo, el milenarismo). De estos escritos de Papías que tuvieron en sus manos Ireneo de Lyon, Eusebio de Cesarea, Felipe de Side y Andrés de Cesárea, quedan pequeños fragmentos, recogidos casi todos ellos por el obispo de Cesarea en su Historia Eclesiástica.

## Doctrina
Entre los fragmentos que Eusebio nos ha transmitido de la obra de Papías se encuentran dos observaciones sobre los dos primeros evangelios que arrojan luz sobre su origen. Con respecto al evangelio de Marcos, dice Papías:

El anciano decía también lo siguiente: Marcos, que fue el intérprete de Pedro, puso puntualmente por escrito, aunque no con orden, cuantas cosas recordó referentes a los dichos y hechos del Señor. Porque ni había oído al Señor ni le había seguido, sino que más tarde, como dije, siguió a Pedro, quien daba sus instrucciones según sus necesidades, pero no como quien compone una ordenación de las sentencias del Señor. De suerte que en nada faltó Marcos, poniendo por escrito algunas de aquellas cosas, tal como las recordaba. Porque en una sola cosa puso cuidado: en no omitir nada de lo que había oído y en no mentir absolutamente en ellas
 (Eusebio, Hist. Ecl. III,39,15)

Por lo que se refiere al evangelio de Mateo, Eusebio cita estas palabras de Papías: «Mateo ordenó en lengua hebrea los dichos del Señor y cada uno las interpretó [tradujo] conforme a su capacidad» (Hist. Ecl. III,39,16). Esta afirmación prueba que en tiempos de Papías la obra original de Mateo ya había conocido algunas traducciones, entre ellas, es lógico suponerlo, la griega. Estas traducciones no hay por qué pensar que fuesen auténticas versiones escritas; es más, el tenor de la frase de Papías hace suponer, por el contrario, que se trataba de versiones orales, en lengua vernácula, de las perícopas contenidas en el evangelio.
Otro de los fragmentos del obispo de Hierápolis, el del prefacio de su obra ya citado, suscita una cuestión no resuelta hasta ahora unánimemente por los investigadores: la identificación de los dos Juanes, nombrados por él entre los garantes de la ortodoxia de su doctrina: Juan el Apóstol y Juan el Presbítero. Queda por determinar si son dos o uno, porque los equipara incluso a la autoridad del testimonio doctrinal. Sin embargo, no es necesario que se vea la presencia de dos hombres diferentes de nombre Juan. Juan el Apóstol obviamente era un anciano (presbítero) de la Iglesia primitiva. Y después de haber sufrido prisión en la isla de Patmos, la tradición es unánime en decir que el apóstol se estableció en Éfeso, desde donde todavía se menciona que hacía algunos viajes de predicación y donde habría escrito no solamente su Apocalipsis ("Revelación"), sino también el evangelio que lleva su nombre.
Otros fragmentos de la obra de Papías contienen leyendas e historias, más o menos fabulosas. El hecho de no contar con la obra de Papías en la actualidad hace difícil determinar si lo que se dice que escribió realmente lo escribió o si se trata de citas tomadas fuera de su contexto. Eso hace que se mantenga la controversia en cuanto a la enseñanza y doctrina de este hombre que fue una figura muy importante en la Iglesia de su tiempo, al grado que Ireneo de Lyon lo cita como autoritativo para temas como el reinado milenario de Cristo sobre la Tierra.

Y así por el estilo, inserta Papías otros relatos como llegados a él por tradición oral, lo mismo que algunas enseñanzas suyas y algunas otras cosas que tienen aún mayores visos de fábula. Entre esas fábulas hay que contar no sé qué milenio de años que dice ha de venir después de la resurrección de entre los muertos y que el reino de Cristo se ha de establecer corporalmente en esta tierra nuestra; opinión que tuvo, a lo que creo, por haber interpretado mal Papías las explicaciones de los Apóstoles y no haber visto el sentido de lo que ellos decían místicamente en ejemplos... [y otras narraciones] que tienen aún mayores visos de fábula
Eusebio

Son leyendas del fin de Judas, el asesinato de Juan, hermano de Santiago, perpetrado por los judíos y también lo que él había oído decir a las hijas de Felipe, que residían en Hierápolis; según dice, le hablaron de los milagros que habían sucedido en sus días: de la resurrección de la madre de Manaimo y de la historia del justo Barsabás, que se tragó una porción de veneno sin experimentar efecto alguno. No obstante, como ya se ha dicho más arriba, la atribución del texto a Papías es discutida.

## Juicio crítico
Papías es uno de los personajes más discutidos de la antigüedad cristiana, a pesar de que sólo nos han llegado pequeños fragmentos de su obra o tal vez por eso mismo. Desde Eusebio ya sus relaciones con el apóstol Juan y su testimonio acerca de los evangelios de Marcos y Mateo son objeto permanente de estudios críticos; algo análogo sucede con su milenarismo. Por eso, no resulta fácil valorar en su justa medida a Papías.
Aparece como un autor un tanto confuso, a pesar de su deseo de informarse de la verdad y pese a su celo por beber en las más genuinas fuentes de la tradición, especialmente la oral. Pero lo que hace importante la obra de Papías y notabilísima su contribución a la historia del cristianismo: el testimonio que nos brinda sobre la transmisión de la enseñanza oral de los discípulos de los apóstoles y su conservación en los evangelios.